# SN 1991H
SN 1991H – supernowa typu II odkryta 12 lutego 1991 roku w galaktyce Reiz3080. W momencie odkrycia miała maksymalną jasność 17,50m.